# Tešanjka
Tešanjka är en ort i Bosnien och Hercegovina.   Den ligger i entiteten Federationen Bosnien och Hercegovina, i den centrala delen av landet, 100 km norr om huvudstaden Sarajevo. Tešanjka ligger 157 meter över havet och antalet invånare är 5 666.
Terrängen runt Tešanjka är platt åt nordväst, men åt sydost är den kuperad. Tešanjka ligger nere i en dal. Närmaste större samhälle är Doboj, 8,9 km nordost om Tešanjka. 
Omgivningarna runt Tešanjka är en mosaik av jordbruksmark och naturlig växtlighet. Runt Tešanjka är det ganska tätbefolkat, med 78 invånare per kvadratkilometer.